# Muhammad VI di Granada
Abū ʿAbd Allāh Muḥammad VI, anche noto con il suo soprannome castigliano el Bermejo ("Il Rosso") e il nome regale al-Ghālib bi 'llāh (الغالب بالله, letteralmente 'Il Vincitore per Grazia di Dio') e al-Mutawakkil ʿalā 'llāh (المتوكل على الله, letteralmente 'Lui ripone la sua fiducia in Dio') (in arabo "أبو عبد الله الأحمر  محمد بن إسماعيل "الغالب ﺑالله‎?; Granada, 1332 – Siviglia, 25 aprile 1362), è stato il decimo sultano nasride del Sultanato di Granada. Soprannominato al-Aḥmar (il Rosso) o forse al-Asmar (lo Scuro). Salì al potere dopo aver deposto il cognato Ismāʿīl II.

## Biografia
Muḥammad al-Aḥmar fomentò e sostenne il colpo di Stato del cognato Ismāʿīl II contro il legittimo sultano Muḥammad V al-Ghanī

### Colpo di Stato
Nell'agosto del 1359 un centinaio di cospiratori scalarono le pareti dell'Alhambra, prendendo di sorpresa le guardie ed uccidendo il visir Abū al-Nūr Radwān, prendendo il controllo del palazzo e costringendo il fratellastro di Ismāʿīl II, il legittimo sovrano Muḥammad V, a fuggire con la famiglia a Guadix, da dove raggiunse via mare il Marocco, dove ottenne asilo e protezione da parte dei Merinidi.

### Regno
Ismāʿīl II mantenne il potere per meno di un anno, Muḥammad al-Aḥmar lo fece assassinare assieme al fratello Qays e ai suoi visir, prendendo quindi il potere.

La sua brutalità, rozzezza e indole nervosa lo resero presto impopolare sia tra la nobiltà sia tra il popolo.

I cronisti Mori dell'epoca lo descrivono come un uomo grossolano nel vestire e nei modi di fare.
Si alleò con il Regno d'Aragona. Nel gennaio del 1362 fece molti prigionieri a seguito di un'incursione in territorio Castigliano.
Pietro il Crudele dopo aver vinto la battaglia di Nájera in cui sconfisse i ribelli castigliani sostenuti dagli Aragonesi e dalla Francia, decise di aiutare Muḥammad V al-Ghanī a riconquistare il trono. Verso la fine di febbraio del 1362, Pietro incontrò  Muḥammad V al-Ghanī a Castro del Río, e insieme marciarono verso Granada.

Pietro il Crudele fece credere a Muḥammad VI al-Aḥmar che gli avrebbe dato ospitalità e protezione, ma quando Muḥammad VI al-Aḥmar raggiunse Siviglia fu catturato e giustiziato da due soldati di Pietro il Crudele, il 25 aprile del 1362, la sua testa venne inviata a Muḥammad V al-Ghanī.
Muḥammad V al-Ghanī risalì quindi al trono.